# Luca Faggella
Luca Faggella (Livorno, 8 aprile 1964) è un cantautore e compositore italiano.

## Biografia
Negli anni ottanta milita nei Delta Tau Chi, gruppo post- wave di Livorno, poi fonda nella seconda metà degli stessi i Gift, con cui inciderà il primo disco "Disappointement - Adieu les Amis", nel 1988.
Dopo alcuni anni di spettacoli locali, nel 1997 mette in scena Fagella Canta Ciampi alla Libreria Via di Ripetta (ora Libreria del Mare). Lo spettacolo, basato su una scelta di brani del poeta Piero Ciampi, viene ben accolto da pubblico e critica. Dall'estate 1998 partecipa a festival teatrali e musicali come Armunia Festival, Jazzin'Sardegna, Premio Ciampi, Jazz Image, Roma Incontra il Mondo, Santarcangelo dei teatri, Festival Klezmer ed altri.
Dal 1997 al 2003 è impegnato in vari spettacoli musicali e teatrali di musica folk. Interpreta la parte di Jimmy nel "Mahagonny Songspiel" di Brecht-Weill (ottobre 1998), del Principe Venceslao (Ubu Re, Alfred Jarry), Nagg (Finale di partita, Samuel Beckett), diversi personaggi ne "La biblioteca di Babele" di Borges (diretti da Michelangelo Ricci) e un alter ego di Piero Ciampi e Luciano Bianciardi nello spettacolo di Massimo Luconi "Luciano Bianciardi da Grosseto a Milano". Nel 2008 è attore e autore della colonna sonora dello spettacolo teatrale "POESIA '70" di Maria Teresa Pintus.
Dallo spettacolo "Tredici Canti" nel 2002 viene tratto l'album omonimo. In quell'anno, invitato al Premio Tenco, vince il premio Tenco/Siae come "Miglior autore emergente". L'album ottiene un discreto successo e diventa un riferimento per la radicalità del suono, con l'uso di testi originali in italiano e melodie tradizionali Yiddish o sefardite.
Nel novembre dello stesso anno partecipa all'iniziativa Salaam Baghdad a Bakuba e Baghdad organizzata dall'associazione "Artisti contro la guerra", con Goran Kuzminac, Max Gazzè, Il Parto delle Nuvole Pesanti ed altri, da cui viene tratto il film "Sotto il cielo di Baghdad", prodotto da Lunarossa cinematografica. "Storie di Note" pubblicherà anche il cd del concerto live dell'associazione, che avrebbe dovuto tenersi allo Stadio ma che, per motivi di sicurezza, si tenne invece nel teatro dell'Hotel Palestine.
Nel 2003 apre il proprio sito internet nel quale pubblica brani musicali, poesie, estratti da romanzi e racconti inediti. Un suo saggio breve sulle traduzioni di canzoni (George Brassens, Mordechai Gebirtig, tra gli altri) viene pubblicato nel volume "La tradotta Archiviato il 19 marzo 2016 in Internet Archive.".
Dallo stesso anno mette in scena altri spettacoli ("Fetish" nel 2004, "Cassette a sonagli" nel 2005 e "Teatrosonoro.07" nell'ottobre 2006, oltre a riprendere "Hiva Oa" e "Faggella canta Ciampi").
Collabora tra gli altri con Giorgio Baldi, Mauro Sabbione, Mauro Ermanno Giovanardi, Marco Lenzi e i KlezRoym, Anthony Reynolds, Max Gazzè, Stan Ridgeway, Assalti Frontali.
Nal 2007 e 2008 partecipa alle serate del Parma Poesia Festival dedicate a Luigi Tenco  e Piero Ciampi, Archiviato il 20 maggio 2022 in Internet Archive. cantando con l'accompagnamento dell'Orchestra del Teatro Regio.. La serata dedicata a Piero Ciampi diventerà un live pubblicato in cd nel 2011.
Partecipa con il brano "Canzone dei ministri" (accompagnato sempre da I Situazionisti), al doppio album tributo a Sergio Bardotti uscito a novembre 2008 per il Club Tenco, insieme a tanti artisti come Ornella Vanoni, Massimo Ranieri e Sergio Cammariere. Nel 2009 e 2010 riceve la Targa Leo Ferré: La prima volta è dedicata a Jacques Brel e consegnata a Faggella come suo grande interprete, nel 2010 è per Piero Ciampi, stessa motivazione.
Nell'aprile 2010 esce Ghisola il nuovo cd di inediti prodotto insieme a Giorgio Baldi (già collaboratore di Max Gazzè e Raf) e che segna l'ultima collaborazione con I Situazionisti con i quali presenta alcuni brani dal vivo nella trasmissione televisiva Parla con me prima di separarsi artisticamente dalla band.
Nell'estate 2010 apre, in versione voce e chitarra, alcune date del tour di Max Gazzè e parallelamente si dedica alla scrittura realizzando il romanzo Maremma Sangue uscito l'anno successivo. 
Nell'aprile del 2012 esce Tradizione Elettrica, nuovo album di inediti del duo Luca Faggella/Giorgio Baldi..
Sul finire del 2012 torna a lavorare con I Situazionisti per alcuni concerti dedicati ai dieci anni dell'album Tredici canti.
Dal 2013 è co-direttore artistico (con Gianluca Maria Sorace) della rassegna Radio Folk   Archiviato il 14 maggio 2022 in Internet Archive. (ex Folk Aurora),  rassegna internazionale di musica folk e alternativa che si tiene a Livorno. È anche stato direttore artistico del Cambini Camera Festival (festival internazionale di musica da camera) che si è tenuto a Livorno nel 2009 e 2010 presso il ridotto del Teatro Goldoni, la "Goldonetta". Nel Giugno 2015 produce, insieme a Marco Fagioli, l'album di Carlo Monni & Banda alle ciance "Compilation 1, 2 e 3: Letteratura comparata" (Giugno 2015, Goodfellas).
Per il 16 ottobre 2015 è annunciata l'uscita del singolo "Tempo". Mentre il rilascio di un nuovo album intitolato "Discografia: antologia di canzoni 1998-2015" viene annunciato per il 20 novembre 2015, sempre per l'etichetta Goodfellas.
Il 21 Ottobre del 2016 Stan Ridgway riceve da Federico Guglielmi il Premio Tenco alla carriera. Sul palco del teatro Ariston di Sanremo, con Pietra Wexstun (tastiere e voce), Luca Faggella alla chitarra elettrica e cori. Traduce anche per la rivista Il cantautore, alcune canzoni di Ridgway in italiano.
Nel Marzo 2021 esce per Pirames l'album live dal tour del 2010 "In una giornata nuova", dedicato alla cugina Maria Irene Busonero, violinista che partecipò al tour, prematuramente scomparsa nell'Aprile del 2020. (solo sulle piattaforme musicali, streaming e download).
Il 1º Aprile Baracca & Burattini pubblica la compilation "Parole liberate: oltre il muro del carcere" (aa. vv.) che include il brano di Luca Faggella "Clown Fail" su testo di Cristian "Lupetto" Benko. La raccolta, è nata dall’omonimo progetto dell’Associazione di Promozione Sociale “Parole liberate: oltre il muro del carcere”, e include brani musicati tra gli altri da Gianni Maroccolo e Andrea Chimenti, Petra Magoni e Finaz, Virginio, Yo Yo Mundi. Copertina di Oliviero Toscani.
Il nuovo album, Nachthexen, è in uscita per Baracca & Burattini (nei formati CD e LP oltre che su tutte le piattaforme digitali) nel Giugno 2022. Prodotto da Giorgio Baldi, include "Clown Fail", il cui video girato da Luca Papini è stato pubblicato da Baracca & Burattini nell'Aprile 2022.

## Gift
Disappointment (adieu les Amis) (Gift records, 1988)

## da solista
- Luca Faggella canta Piero Ciampi (lucignolo/wide 1998)
- Tredici canti (feat. Bus Ticket) (rockatta/storie di note 2002)
- Hiva oa - Canzoni di Jacques Brel (rockatta/storie di note 2004)
- Fetish (rockatta/storie di note 2004)
- Cassette a sonagli Vol. I (licenza creative commons/ddf 2005)
- Dal Vivo - Questa Notte Suona Forte, Tutto Bene! (ddf/storie di note 2007)
- Ghisola (goodfellas 2010)
- Tradizione Elettrica (goodfellas 2012)
- Discografia: Antologia di Canzoni 1998/2015 (Goodfellas 2015)
- In una giornata nuova (Pirames, 2021)
- Nachthexen (Baracca & Burattini, Giugno 2022)

## Spettacoli
Tra gli spettacoli interpretati:
- Faggella canta Ciampi
- Mezmerism
- Tredici canti
- Rossa danza nera notte
- Il cantante volante
- Fetish
- Teatrosonoro.07 (con I Situazionisti)
- Teatrosonoro Duo (con Luca Cirillo)
- Teatrosonoro.08 (con I Situazionisti)
- I concerti dell'antologia (debutto in cartellone a Livorno il 20 novembre 2015)

## Altri progetti

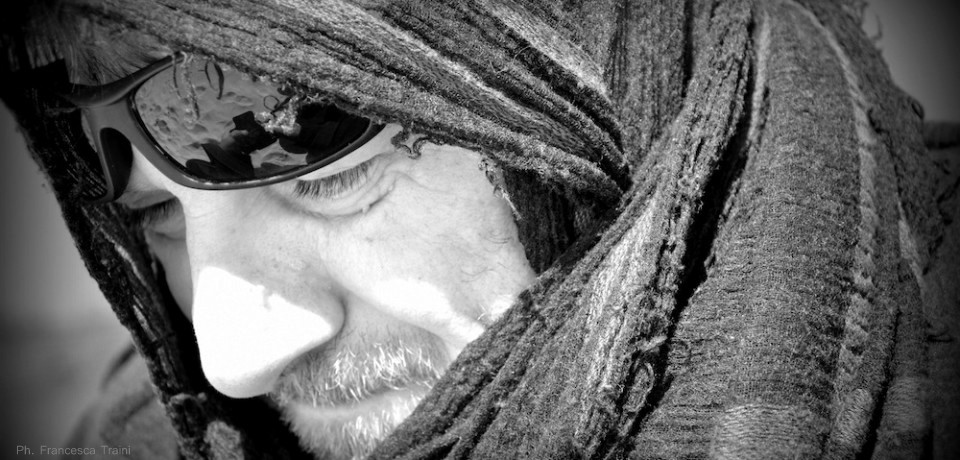